# Гарофало, Джанин
Джанин Гарофало (англ. Janeane Garofalo, род. 28 сентября 1964, Ньютон, Нью-Джерси) — американская стендап-комедиантка, актриса, теле- и радиоведущая, политический деятель и сценарист.

## Ранняя жизнь
Гарофало родился в Ньютоне, штат Нью-Джерси, в семье Джоан и Кармин Гарофало. Ее мать была секретарем в нефтехимической компании и умерла от рака, когда Джанин было 24 года. Ее отец - бывший руководитель компании Exxon. Она выросла в разных местах, включая Онтарио, Калифорния; Мадисон, Нью-Джерси; и Хьюстон, Техас, где она окончила среднюю школу Джеймса Э. Тейлора. Гарофало сказала, что ей не нравилась жизнь в Хьюстоне из-за жары и влажности, а также из-за упора на красоту и спорт в старшей школе.
Изучая историю в колледже Провиденса, Гарофало приняла участие в поиске комедийных талантов, спонсируемом кабельной сетью Showtime, и завоевала титул «Самый смешной человек в Род-Айленде». Ее первоначальный трюк заключался в чтении по руке, но в последующих выступлениях он не увенчался успехом. Мечтая получить место в команде сценаристов телешоу «Поздняя ночь с Дэвидом Леттерманом», после окончания колледжа со степенью по истории и американистике она стала профессиональным стендапером. Несколько лет она испытывала сильные финансовые трудности трудности, и даже некоторое время работала велокурьером в Бостоне.

## Карьера
Гарофало начала свою карьеру как стендап-комик в конце 1980-х. Она достигла популярности своим высмеиванием поп-культуры и общественных шаблонов. Позже она начала карьеру на телевидении, которая принесла ей две номинации на премию «Эмми». Она достигла более широкой известности выступая на шоу «Субботним вечером в прямом эфире» в 1994—1995 годы, а также была приглашённой звездой в таких сериалах как «Сайнфелд», «Без ума от тебя», «Эллен» и др.
Её прорывом в кино стала роль в фильме 1994 года «Реальность кусается». В 1996 году она сыграла свою первую главную роль в голливудском фильме «Правда о кошках и собаках», который был хорошо принят критиками и пользовался успехом в прокате. Гарофало также стала известна колкими высказываниями в интервью. В 1996 году она достигла пика своей популярности, выступив в качестве ведущей «MTV Movie Awards». В 1998 году сыграла в фильме «Тонкая розовая линия».
Из-за нежелания играть просто красивых девушек Гарофало отказалась от главных ролей в фильмах «Джерри Магуайр» (роль позже досталась Рене Зеллвегер), «Крик» и «Бойцовский клуб». Вместо этого она предпочитала играть главные роли в независимых фильмах, а также характерные в голливудских. У неё были комедийные роли в фильмах «Полицейские», «Роми и Мишель на встрече выпускников», «Догма», «Кабельщик», «Прощай, любовь».
Она обратила на себя внимание ролями в телесериалах «Западное крыло» (2005—2006) и «24 часа» (2009). В 2011 году у неё была одна из главных ролей в сериале «Мыслить как преступник: Поведение подозреваемого», который был закрыт после одного сезона. В 2014 году она снялась в сериале «Руководство подруг к разводу», который покинула в процессе съёмок первого сезона.

## Политические взгляды
Активно выступает в политических дебатах с феминистических и прогрессивных позиций.

## Личная жизнь
Гарофало в шутку вышла замуж за Роберта Коэна (сценариста «Шоу Бена Стиллера») в 1991 году в Лас-Вегасе, не думая, что церемония действительно узаконит их союз. Спустя 20 лет, когда Коэн попытался жениться на другой, выяснилось, что его брак с Джанин легитимен, и в 2012 году они развелись.
Гарофало — асексуалка. В 2010 году во время стендап-шоу «If You Will» в Сиэтле (Театр Мура) Джанин сказала: «У меня нет страха близости, у меня есть подлинное отсутствие интереса, что не есть хорошо для моего парня последних десяти лет».